# 三女神 (ネオペイガニズム)
三女神（さんめがみ、Triple Goddess）は、多くのネオペイガニズムの人々の主要な神。一般的な共通の認識では、三女神は三人の女性で表象され、それぞれ処女、母、老婦人であり、女性のライフサイクルと月の月相の両方を象徴している。それぞれが満月、満ちる過程にある月、掛けた月に照応しているという。また、しばしば地上、地下世界、天を一人ずつが支配しているとされる。この女神は、三人でより大きな単一の神格であると認識される場合と、それぞれが独立した神格であると認識される場合とがある。ウイッカの二神論によれば、三女神は男性の配偶神である有角神を持つ場合がある。